# Hermann Ehrhardt
Hermann Ehrhardt (Diersburg, 29 november 1881 – Brunn am Walde, 27 september 1971) was commandant van de Ehrhardt-brigade. Dit elite-vrijkorps drukte tijdens de jaren 1919/1920 zijn stempel op de Weimarrepubliek. Bij bijna alle gebeurtenissen waar paramilitaire organisaties een rol speelden, was de Ehrhardt-brigade aanwezig.

## Jonge jaren
Hermann Ehrhardt, zoon van een pastoor, werd in het dorpje Diersburg in Baden geboren. In 1899 trad hij in dienst van de Duitse Marine (Kaiserliche Marine) als cadet en in 1902 werd hij luitenant. In 1905/1906 nam hij deel aan de oorlog tegen de Herero en de Hottentotten in de kolonie Duits-Zuidwest-Afrika. Tijdens de Eerste Wereldoorlog werd hij gezagvoerder over een marineschip en nam hij deel aan diverse militaire operaties in de Noord- en Oostzee. In 1917 werd hij tot Korvettenkapitän benoemd. Vanuit Vlaanderen, waar hij het commando voerde over een onderzeeër, vertrok hij naar Wilhelmshaven, de thuishaven van de Duitse marine.

## Marine Brigade Ehrhardt
In Wilhelmshaven, een van de brandhaarden tijdens de Novemberrevolutie en de Spartacusopstand, viel Ehrhardt met een door hem verzamelde groep van ongeveer driehonderd jonge officieren het hoofdkwartier van de communisten, der Tausend-Mann Kaserne, aan. Gustav Noske, minister van Defensie, hoorde over het doortastende optreden van Ehrhardt en gaf hem toestemming een eigen vrijkorps te vormen. Op 1 maart 1919, nadat de communisten in Wilhelmshaven verslagen waren, werd officieel de Marine-Brigade Ehrhardt, kortweg Ehrhardt-brigade, vijfduizend man sterk, opgericht. Zij droegen als eerste een hakenkruis op de helm en legden zo de kiem voor de Waffen-SS.
De Ehrhardt-brigade was een van de belangrijkste vrijkorpsen die in 1919 een bloedig einde maakten aan de Münchense Radenrepubliek. Ze vochten tegen de bolsjewieken in de Baltische staten en in Opper-Silezië tegen de Polen om de Duitse grenzen te beschermen. Daarna werden ze ondergebracht in barakken in Döberitz, circa 25 kilometer van Berlijn, om de regering in Berlijn extra bescherming te bieden tegen eventuele communistische opstanden.
Nadat het Verdrag van Versailles op 10 januari 1920 in werking trad, moest het reguliere Duitse leger, de Reichswehr, gereduceerd worden tot 100.000 man en moesten de vrijwillige legereenheden opgeheven worden. Om te kunnen voldoen aan het ultimatum (10 april 1920) van de geallieerden, besloot de regering dat de Ehrhardt-brigade zich voor 10 maart moest ontbinden.

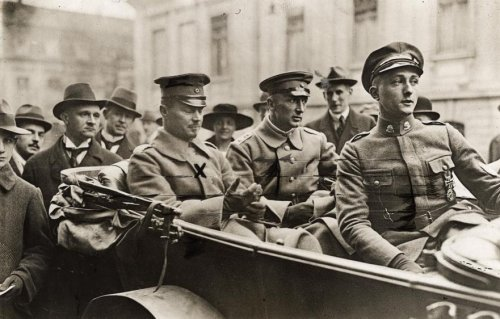
Ehrhart tijdens de Kapp-Putsch
(Berlijn, 13 maart 1920)

Op 1 maart 1920 verklaarde generaal Walther Von Lüttwitz tegenover zijn ondergeschikte Ehrhardt en diens manschappen dat hij het ontbinden van de Ehrhardt-brigade niet zou toelaten. In de nacht van 12 op 13 maart kon de Brigade Berlijn binnenmarcheren en de belangrijkste regeringsgebouwen bezetten. De Kapp-putsch was begonnen. Omdat de regering de bevelen van Kapp niet opvolgde en een algemene staking het openbare leven lamlegde, liep de Kapp-putsch binnen enkele dagen uit op een mislukking. Als gevolg van de ontstane chaos braken in verschillende delen van Duitsland arbeidersopstanden uit, geregisseerd door linkse partijen die een revolutie wilden ontketenen. Ehrhard en zijn manschappen marcheerden af naar het Ruhrgebied waar ongeveer 60.000 man de Rote Ruhrarmee hadden gevormd en sloegen de radenopstand bloedig neer.
Op 31 mei 1920 kreeg Ehrhardt van Hans von Seeckt alsnog het bevel zijn brigade op te heffen. Samen met enkele andere officieren werd in het geheim de veteranenorganisatie Bund ehemaliger Ehrhardt Offiziere opgericht.

## Organisation Consul
Eind 1920 begin 1921 werd door leden van de Bund ehemaliger Ehrhardt Offiziere de Organization Consul (O.C.) opgericht. De Organization Consul was vernoemd naar Consul Eichmann, een alias van Ehrhardt die hij aannam nadat hij gezocht werd door de politie vanwege zijn rol in de Kapp-putsch. Het was een ultranationalistische terreurorganisatie waartoe onder meer de moordenaars van Walter Rathenau en Matthias Erzberger behoorden. Hoewel hij het om politieke redenen ontkende, is nadien overtuigend aangetoond dat Ehrhardt persoonlijk de moorden heeft bevolen. Dit kaderde in een provocatiestrategie die een burgeroorlog wilde uitlokken, maar faalde. In juli 1922 werd de Organisation Consul verboden. Vanaf 2 mei 1923 werd ze heropgericht onder de naam Wiking Bund, genoemd naar het blad Wiking van de Organisation Consul.

## Opkomst van Hitler
Ehrhardt werd in augustus 1921 lid van de NSDAP en de geharde soldaten van zijn voormalige brigade sloten zich aan bij de Sturmabteilung (SA). Aan de mislukte Bierkellerputsch op 8 november 1923 nam Ehrhardt niet deel. Hierdoor werd hij voor een verrader aangezien en verloor de Wiking Bund aan belang. Op 27 april 1928 werd de Wiking Bund opgeheven en leek de rol van Ehrhardt uitgespeeld.
In 1934, tijdens de Nacht van de Lange Messen, ontsnapte Ehrhardt aan de dood door naar Zwitserland te vluchten. Vlak voor de Tweede Wereldoorlog mocht hij terugkeren naar Duitsland. In 1936 ging hij in Oostenrijk wonen waar hij stierf in 1971. Hij werd begraven op het Gemeindefriedhof, Lichtenau im Waldviertel, Neder-Oostenrijk, Oostenrijk

## Voetnoten
1. ↑  Martin Sabrow, Der Rathenaumord. Rekonstruktion einer Verschwörung gegen die Weimarer Republik, 2010, p. 149-151. Gearchiveerd op 29 juli 2023.